# ستيفان فوريس
كان ستيفان فوريس (ولد باسم إستفان فوريس، عُرف أيضًا بماريوس، 9 مايو 1892- صيف 1946) صحفيًا شيوعيًا مجريًا ورومانيًا شغل منصب الأمين العام للحزب الشيوعي الروماني (بي سي آر أو بي سي دي آر) بين شهر ديسمبر من عام 1940 وشهر أبريل من عام 1944. نظرًا إلى ولادته لأسرة كسانيوية في إقليم ترانسلفانيا ولكونه أحد الرعايا المجريين النمساويين، شارك فوريس في القتال إلى جانب قوات لاندفيهر المجرية خلال الحرب العالمية الأولى. في الوقت الذي درس فيه الرياضيات في جامعة إيوتفوس لوراند، انضم فوريس إلى حلقة غاليليو وانتسب، مع انتقاله إلى أقصى اليسار، إلى الحزب الشيوعي الروماني أواخر العام 1918. خلال الفترة القصيرة للجمهورية السوفييتية المجرية، شارك فوريس في الحرب المجرية الرومانية (عام 1919)، إلى أنه اختار لاحقًا الاستقرار في المملكة الرومانية في براسوف. برز فوريس كزعيم محلي للحزب الاشتراكي، وأخفق إلى حد كبير في إقناع مرؤوسيه بأن ينضموا إلى الحزب الشيوعي الروماني عند تأسيسه (عام 1921). وتولى العمل السري حتى قبل أن يُحظر الحزب بصورة رسمية، في حين ذاع اسمه كمحاسب وكمراسل لصحف يسارية معتدلة، من بينها أديفارول وفاكلا.
ترأس فوريس من منزله الجديد في بوخاريست منظمتين كانتا واجهة للحزب، من بينهما الفرع المحلي لمنظمة المعونة الحمراء الدولية وتكتل العمال والفلاحين. اعتُقل فوريس خلال حملة القمع بين أواسط وأواخر العشرينيات من القرن العشرين، إلى أنه فر إلى الاتحاد السوفييتي قبل إصدار حكم بحقه. كان فوريس ضمن كوادر الشيوعية الدولية حتى عام 1929، واختار العودة إلى بوخارست في عام 1928 بعد صدور عفو عام. عين فوريس رئيسًا لأجيتبروب، وعمل بالتوازي مراسلًا لإيتار تاس، ولعب أيضًا دورًا مباشرًا في الصراع على السلطة، ولعب دورًا محوريًا في الإطاحة بالأمين العام إليك كوبلوس في عام 1928. بصفته عضوًا في اللجنة المركزية للحزب الشيوعي الروماني في عام 1930، منحت السلطات الرومانية فوريس الجنسية الرومانية بين عامي 1931 و1935، حين تعرض للسجن، وبحسب روايته، للضرب أيضًا. عند إطلاق سراحه، انخرط فوريس بصورة شخصية في وضع استراتيجية الجبهة الشعبية للحزب الشيوعي الروماني، على الرغم من أنه فشل في هدفه الرئيسي في إقامة حلف ثنائي مع حزب الفلاحين الوطنيين. في ظل ديكتاتورية جبهة النهضة الوطنية (1938-1940)، رسم فوريس سياسة مثيرة للجدل للحزب الشيوعي الروماني، الأمر الذي أثار صراعًا شخصيًا بينه وبين الناشط لوكريتيو باتراسكانو.
برز فوريس كزعيم للحزب الشيوعي الروماني في أعقاب الإطاحة ببوريس ستيفانوف، واعترف به كزعيم من قبل الكومنترن خلال سفرة أخرى من أسفاره إلى الاتحاد السوفييتي. تزعم فوريس الحزب خلال فترة مشؤومة في التاريخ الشيوعي شهدت تضاؤلًا في الدعم الذي ناله الحزب الشيوعي الروماني، وأوكلت إلى فوريس أيضًا مهمة شرح الاتفاق الألماني السوفييتي، مع هدنته بين الكومنترن والفاشية، التي مثلت عبر الحرس الحديدي. لازمت فوريس سمعة سيئة بسبب إخفاقه في توقع غزو ألمانيا النازية ورومانيا للاتحاد السوفييتي أواسط العام 1941، إذ وجد شرعيته في أعقاب الغزو موضع تساؤل بصورة علنية من قبل بيتر «زيدارو» جورجي وتيوهاري جورجيسكو، ورفض بعد ذلك أيضًا تمويل حركة للمناصرين ومنع الآخرين من محاولة تشكيل واحدة. اعتمد أسلوب فوريس في القيادة أيضًا على عزل الخلايا القائمة للحزب وتفكيكها، وهي مسألة ساهمت في فشله. في عام 1943، أثار فوريس غضب «فصيل السجن» القوي الذي كان يقع في سجن كارانسيبيس، فتآمر رئيساه، جورجي جيورجيو ديج وإيميل بودناراس مع كونستانتين بيرفوليسكو على خلع فوريس.
في شهر أبريل من عام 1944، وافق فوريس بطاعة، على غير العادة، على مطالب بودناراس الشديدة، وتقدم باستقالته على الفور. واختُطف مع عشيقته فيكتوريا ساربو، ومن ثم احتجز رهينة في المنازل الآمنة التابعة للحزب الشيوعي الروماني. في النهاية آل منصب الأمانة العامة إلى جيورجيو ديج ولم يتساهل مع وجود فوريس سوى كمساهم في الصحافة غير القانونية للحزب الشيوعي الروماني. بعد الانقلاب العسكري في رومانيا لعام 1944، الذي أوصل الحزب الشيوعي الروماني إلى السلطة، تعرض الثنائي فوريس ساربو للتعذيب مرات عديدة، وأُعلما أن حريتهما كانت نسبية. بعد أقاويل عن تفكيره مليًا في الهجرة إلى المجر، اختطف فوريس مرة أخرى بأوامر من نخبة الحزب الجديد وضربه جورج بينتيلي بالهراوة حتى الموت. خُصص بصفة خائن في أدبيات الحزب، على الرغم من أن مصيره بقي مجهولًا حتى شهر أبريل من عام 1968، بعد 4 أعوام على وفاة جيورجيو ديج. لم يُعد تأهيل فوريس سوى بشكل جزئي من قبل نيكولاي تشاوشيسكو كأمين عام جديد، إضافة إلى إشارات دائمة إلى «أخطائه الجسيمة»، وكإشارة إلى الصلح، انتُشل رفاته وأعيد دفنه في مقبرة حديقة كارول.

## سيرة حياته

### النشأة
ولد فوريس في تاترانغ، ترانسلفانيا، في مقاطعة براسو التي كانت جزءًا من الإمبراطورية النمساوية المجرية (أراضي تاج القديس ستيفان) في تلك الفترة، وهي اليوم تارلونجيني، مقاطعة براسوف. وكما ذكرت المؤرخة هيلدا هينكز، لم تكن أصوله الإثنية مجرية فقط بل أيضًا كسانيوية بصورة أدق، من فرع كان قد استوطن في بورزنلاند. أشارت مؤرخة أخرى، كريستينا دياتش، إلى أصول فوريس في منطقة «القرى السبع التي غالبًا ما كان سكانها يتحدثون ثلاث لغات». فإضافة إلى لغته المجرية الأم، كان فوريس قادرًا على تحدث الرومانية والألمانية والفرنسية، وهي موهبة أتاحت له العمل كصحفي. عاش فوريس في الفترة نفسها التي عاش فيها شخص آخر من أصول كسانيوية في تاترانغ كان يشاركه الاسم والكنية ذاتهما، والذي نال شهرة بعد وفاته كشاعر شعبي مجري، على الرغم من أنه يبقى أقل شهرة من سميه السياسي. وقادت صدفة أخرى فوريس الشيوعي إلى إقامة صلات مع والدي فيوليتا آندري، التي ستشتهر لاحقًا كممثلة سينمائية وكزوجة لزعيم الحزب الشيوعي الروماني ستيفان أندري.
تعود أصول والدا فوريس، إستيفان فوريس وآنا كوكسيس، إلى خلفية فلاحة. في سيرة ذاتية تعود إلى عام 1940، وصف فوريس والده بأنه حفار خشب وبنّاء و«مقاول صغير»، كان إنجازه المالي تأسيس مصنعه الخاص لأعمال القرميد، وكان دائمة على حافة الإفلاس. ويزعم أنه بات يعيل نفسه منذ أن كان في الصف الرابع، حين أصبح مدرسًا خصوصيًا لأولاد سكسون ترانسلفانيا. يناقض جد فوريس، المهندس المعماري ستيفان سيربو، تصريحات كهذه بصورة جزئية، ويذكر أن آنا امتلكت في نهاية المطاف مصانع عديدة لأعمال القرميد، الأمر الذي أتاح لابنها أن يعيش حياة مريحة. وفقًا لدياتش، كانت العائلة ناجحة بما يكفي لكي تصنف ضمن «المستغِلين» بحسب المعايير الشيوعية. بلغ إستيفان الابن، الذي أضفى طابعًا رومانيًا على اسمه المسيحي باسم «ستيفان»، طولًا فارعًا بلغ أكثر من80 .1 متر (تقريبًا 6 أقدام)، وكان أيضًا «بدينًا بصورة ملحوظة». أتم القائد المستقبلي للحزب الشيوعي الروماني دراسته الإعدادية في العلوم الدقيقة في ليسيوم في براسو (براسوف اليوم). في 1 أغسطس من عام 1914، قبل فترة قصيرة من بداية الحرب العالمية الأولى، جُند فوريس ضمن قوات لاندفيهر كطالب مدفعية. بحسب روايته هو، شارك فوريس في القتال على الجبهة الإيطالية ولاحقًا في ألبانيا. وبقي يؤدي خدمته العسكرية حتى تسريحه في شهر نوفمبر من عام 1918 كهادناغي (ملازم). ومن ثم استأنف تعليمه في جامعة يوتفوس لوراند في بودابيست وتخرج في كلية الفيزياء والرياضيات في عام 1919. يحاجج المؤرخ الماركسي فلوريا نيدليكو أن فوريس أصبح، في هذا السياق، «مطلعًا بصورة تامة على الحركة الثورية القوية للشعوب المضطهدة ضد ملكية هابسبورغ». انضم الشاب الخبير إلى حلقة غاليليو التي وصفها ب «المنظمة التقدمية». خلال تشكل الجمهورية المجرية الأولى، انجذب إلى الحزب الشيوعي المجري، الذي انضم إليه بشكل رسمي في شهر ديسمبر من عام 1918. في ذلك الشهر نفسه انقسمت ولاءاته حين سخرت صحيفة سزاباد غوندولات («الفكر الحر»)، التي أطلقتها حلقة غاليليو، من الشيوعية. رد فوريس بكتابة كتيب يدافع عن حزبه، إلا أنه قرر في النهاية عدم نشره. وكما أشار فوريس، كان النص متأثرًا بشدة بالفوضوية، وقد رآه في ما بعد أمرًا مثيرًا للإحراج.
كان فوريس جزءًا من الحركة التي هدفت إلى تأسيس جمهورية سوفييتية مجرية في شهر مارس من عام 1919. في الشهر التالي، تطوع فوريس في كتيبة المدفعية التابعة للجيش الشيوعي رقم 32، وشارك في القتال في الحرب الرومانية المجرية. بعد سقوط بوخارست بيد الرومان، استقر فوريس ضمن مملكة رومانيا (التي اتحدت منذ تلك الفترة مع ترانسلفانيا) وانضم إلى الحزب الاشتراكي المحلي في أكتوبر من عام 1919 وأثبت نفسه كمساهم في المنشورات اليسارية، ابتداءً بفيلاغوساغ («الضوء»).